# Turbonilla wrightsvillensis
Turbonilla wrightsvillensis är en snäckart som beskrevs av Powell 1981. Turbonilla wrightsvillensis ingår i släktet Turbonilla och familjen Pyramidellidae. Inga underarter finns listade i Catalogue of Life.